# ویتامین ب کمپلکس
ویتامین ب کمپلکس‌ (به انگلیسی: Vitamin B Complex)
رده درمانی: ویتامین.
اشکال دارویی: قرص، آمپول، شربت

## موارد مصرف
ویتامین ب کمپلکس برای درمان کمبودهای ویتامین ب تجویز می‌شود. این کمبودها اغلب تغذیه‌ای هستند. این ویتامین کاربرد زیادی برای ورزشکارانی که عملیات ورزشی سنگین انجام می‌دهند (برای جبران انرژی از دست رفته) بسیار مفید می‌باشد…
ب۶ در برخی موارد ضد تهوع است.

## مکانیسم اثر
جبران کمبود ویتامین ب در بدن. این فراورده حاوی ویتامین‌های محلول در آب است که تقریباً هر یک به عنوان کوآنزیم اساسی در متابولیسم پروتئین، کربوهیدرات یا اسید چرب عمل می‌نماید.
در ضمن این ویتامین توسط نیکوتین و کافئین به سرعت سرکوب می‌شود.

## عوارض جانبی
عوارض جانبی زیادی ندارد و چون محلول در آب است به راحتی قابل دفع است. در بعضی موارد، حساسیت غیرطبیعی به فشار یا لمس و سفتی عضلانی در محل تزریق (پس از تزریق عضلانی)، برافروختگی عمومی، بثورات جلدی و خارش با مصرف این فراورده مشاهده شده‌است.
در موارد خاص نیز همراه با تپش قلب و مشکلات کبدی و تغییر در سوخت و ساز بدن (به خاطر انرژی زا بودن آن) می‌باشد.